# Картиньи-л’Эпине
Картиньи́-л’Эпине́ (фр. Cartigny-l’Épinay) — коммуна во Франции, находится в регионе Нижняя Нормандия. Департамент коммуны — Кальвадос. Входит в состав кантона Изиньи-сюр-Мер. Округ коммуны — Байё.
Код INSEE коммуны — 14138.

## Население
Население коммуны на 2010 год составляло 302 человека.
| 1962 | 1968 | 1975 | 1982 | 1990 | 1999 | 2010 |
| ---- | ---- | ---- | ---- | ---- | ---- | ---- |
| 433  | 382  | 303  | 263  | 273  | 279  | 302  |

## Экономика
В 2010 году среди 209 человек трудоспособного возраста (15—64 лет) 152 были экономически активными, 57 — неактивными (показатель активности — 72,7 %, в 1999 году было 67,6 %). Из 152 активных жителей работали 137 человек (75 мужчин и 62 женщины), безработных было 15 (7 мужчин и 8 женщин). Среди 57 неактивных 15 человек были учениками или студентами, 23 — пенсионерами, 19 были неактивными по другим причинам.